# Art de l'enluminure
Art de l'enluminure est un magazine français créé en juin 2002 dont le sujet est de présenter des sujets traitant de l'enluminure.
La revue d'art est éditée par les Éditions Faton, comporte 68 pages et paraît trimestriellement.

## Liste des numéros
- N° 1 : Deux chefs-d'œuvre des XVe et XVIe siècles
- N° 2 : Le Livre d'heures de Jacques II de Chastillon
- N° 3 : Histoire des seigneurs de Gavre
- N° 4 : L'Authentique ou La passion de Saint Quentin
- N° 5 : Histoire d'amour sans parole
- N° 6 : Le Maître de Boucicaut
- N° 7 : Un mystérieux livre de prières enluminé
- N° 8 : Deux manuscrits parisiens du règne de Charles VI
- N° 9 : Sainte Benoîte, un manuscrit du XIVe siècle
- N° 10 : Les Croniques et conquestes de Charlemaine
- N° 11 : Sainte Catherine de Sienne
- N° 12 : La Vie de saint Maur et les Collationes patrum
- N° 13 : Les Heures de la famille Berbisey
- N° 14 : L'Enfer de Dante, un manuscrit du XIVe siècle
- N° 15 : Un livre d'heures du Musée historique de Moscou
- N° 16 : Le Valère Maxime du Grand Bâtard
- N° 17 : La Cité de Dieu
- N° 18 : Œuvres de Christine de Pizan
- N° 19 : Un livre d'heures à l'usage de Rouen
- N° 20 : L'Évangéliaire de Charlemagne
- N° 21 : Les Heures de Guyot Le Peley
- N° 22 : L'Évangéliaire de Saint-Vaast
- N° 23 : Six antiphonaires ambrosiens enluminés
- N° 24 : Le Décret de Gratien
- N° 25 : Les Heures de Dunois
- N° 26 : Le Graduel de Saint-Dié
- N° 27 : Vie et Miracles de Saint François d'Assise
- N° 28 : Les Évangiles de Gannat
- N° 29 : Un guide pour visiter le Saint Sépulcre et Le livre d'heures d'Agnès de Bourgogne
- N° 30 : Le Roman de Tristan
- N° 31 : Les Chroniques de Froissart
- N° 32 : Les Heures de Jeanne I d'Anjou
- N° 33 : L'enluminure à l'abbaye de Cluny
- N° 34 : Les Heures de la dame de Giac
- N° 35 : Le pontifical d'Autun
- N° 36 : Les Heures Hamilton Field
- N° 37 : Les Évangiles d'Erlangen
- N° 38 : Les Livres du roy Modus et de la royne Ratio
- N° 39 : Le livre d'heures de Jean des Bruyères et Jeanne de Recourt
- N° 40 : Le champion des dames
- N° 41 : Un missel Bolonais au temps du Grand Schisme
- N° 42 : Le Roman de la Rose, l'art d'aimer au Moyen Âge
- N° 43 : Les Heures de Charles Le Clerc
- N° 44 : Un psautier parisien du temps de saint Louis
- N° 45 : La Vie de sainte Catherine d'Alexandrie
- N° 46 : Les Évangiles de Saint-Riquier
- N° 47 : Les Heures de Jeanne de France
- N° 48 : Un livre d'heures berruyer du XVe siècle et Le récit des funérailles d'Anne de Bretagne enluminé par Jean Pichore
- N° 49 : Miroir du salut, un traité spirituel enluminé à Cologne à la fin du XIVe siècle
- N° 50 : Les Heures de Madrid : un exceptionnel manuscrit inspiré par Jean Fouquet et le Maître de Jouvenel
- N° 51 : Christine de Pizan. L'Épitre Othéa
- N° 52 : Les grandes chroniques de France
- N° 53 : Un prémontré au purgatoire : le livre de prières d’Heinrich Österreicher
- N° 54 : L'ordo du sacre des rois de Wolfenbüttel / Les Heures de Jean Gros à Chantilly
- N° 55 : Michelino da Besozzo, un maître du gothique international
- N° 56 : Un livre d'heures parisien enluminé par le Maître de la Légende dorée de Munich
- N° 57 : L'Apocalypse de Namur (par Jessica Pranger)
- N° 58 : Un somptueux manuscrit mérovingien au Vatican : le sacramentaire gélasien de Chelles
- N° 59 : Le Cantique des cantiques, un commentaire du Quattrocento
- N° 60 : Un bréviaire royal du XIVe siècle, trésor national récemment acquis par la Bibliothèque nationale de France
- N° 61 : Un manuscrit provenant des ducs de Bourgogne
- N° 62 : L'Histoire de la destruction de Troye la Grant
- N° 63 : Van Eyck : une œuvre de jeunesse
- N° 64 : Le livre d'heures de Frédéric d'Aragon
- N° 65 : Cîteaux, mystérieuses initiales pour Job
- N° 66 :

### Hors séries
- HS 1 : Les Très Riches Heures du duc de Berry